# Pompeo Aloisi
Pompeo Aloisi, född 6 november 1875 i Rom, död där 15 januari 1949, var en italiensk diplomat. Han var från 1919 friherre.

## Biografi
Aloisi utmärkte sig som sjöofficer under första världskriget och var den italienska delegationens presschef under fredskongressen i Paris 1919. 1920–22 var han italiensk minister i Köpenhamn, 1923–25 i Bukarest, 1926–27 i Tirana, och ambassadör i Tokyo 1928–29 och i Ankara 1930–32. Aloisi var kabinettschef i utrikesministeriet 1933–36, Italiens förste delegerade i Nationernas Förbund 1933–37 och regeringssenator 1939–43. Han blev främst internationellt känd under andra italiensk-abessinska kriget under vilket han i Nationernas Förbund förde Italiens talan. Han var under det fascistiska styret ett av landets få framstående diplomater och förhandlare.